# Los Espartales (métro de Madrid)
Los Espartales est une station de la ligne 12 du métro de Madrid. Elle est située sous l'avenue Rigoberta Menchú, à Getafe, dans la communauté de Madrid.

## Situation sur le réseau

Plan du réseau.

Établie en souterrain, Los Espartales est une station de passage de la ligne 12 du métro de Madrid. Elle se situe entre El Bercial et El Casar dans le sens horaire de circulation. Elle dispose des deux voies de la ligne encadrées par deux quais latéraux. 

## Histoire
La station est inaugurée le 11 avril 2003, à l'occasion de la mise en service de la ligne.

## Services aux voyageurs

### Accès et accueil
La station possède un accès via un édicule équipé d'escaliers mécaniques et d'un ascenseur, situé au niveau du no 3 de l'avenue Rigoberta-Menchú.
Elle est équipée de guichets automatiques pour permettre l'achat des titres de transports et de portillons d'accès automatiques pour rejoindre le quai.
La station est ouverte de 6 h à 1 h 30.

### Desserte
Los Espartales est desservie par les trains de la ligne 12 du métro de Madrid, qui forme une boucle.
Le premier train part de la station à 6 h 5 dans le sens horaire et passe à 6 h 11 dans le sens anti-horaire, au départ de Getafe Central. Les derniers trains passent à 2 h 10 dans le sens horaire avec un terminus à la station suivante, El Casar , et à 1 h 56 dans le sens anti-horaire. Le dernier train qui permet de prendre la correspondance avec la ligne 10 à Puerta del Sur passe à 1 h 11,.

Installations
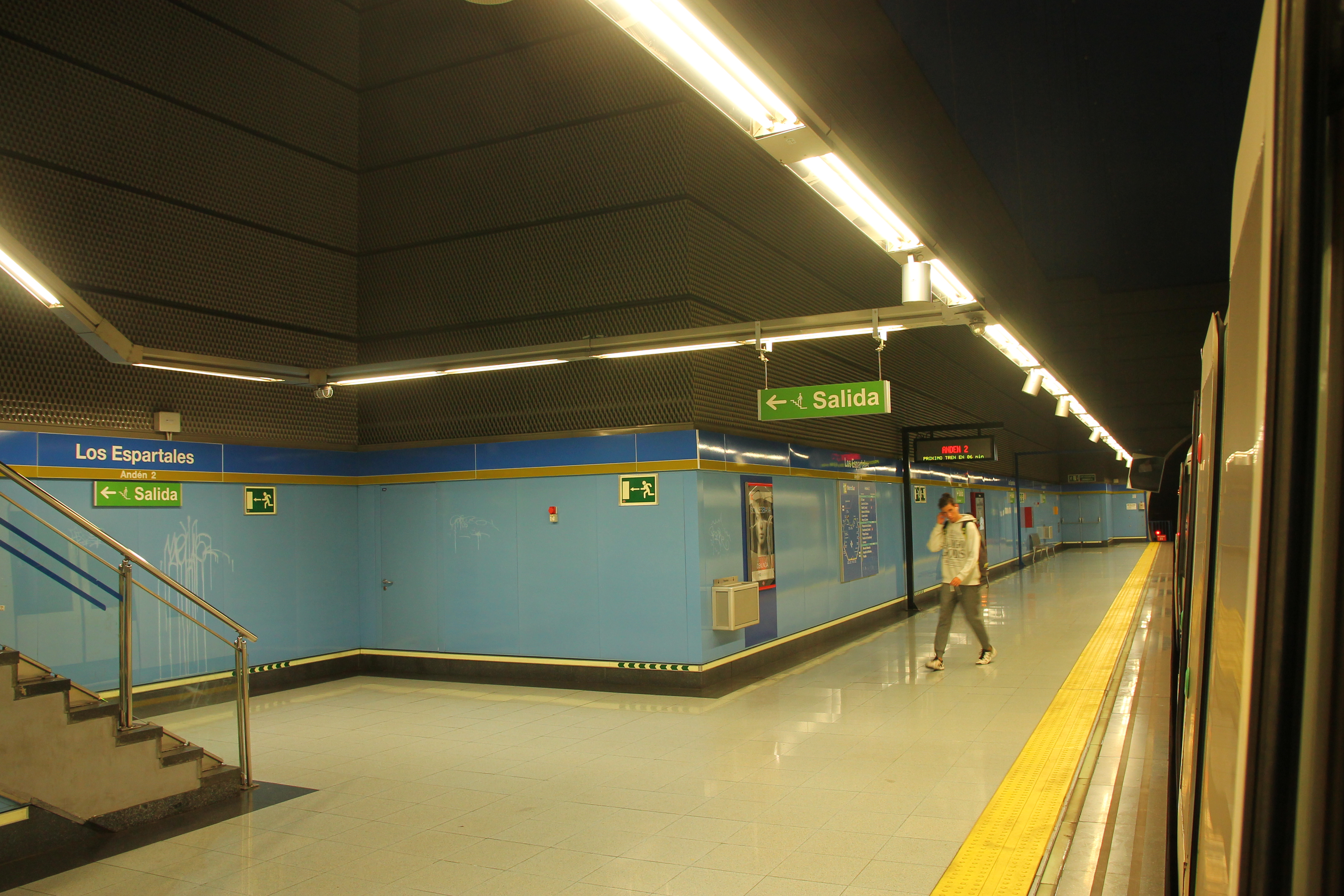
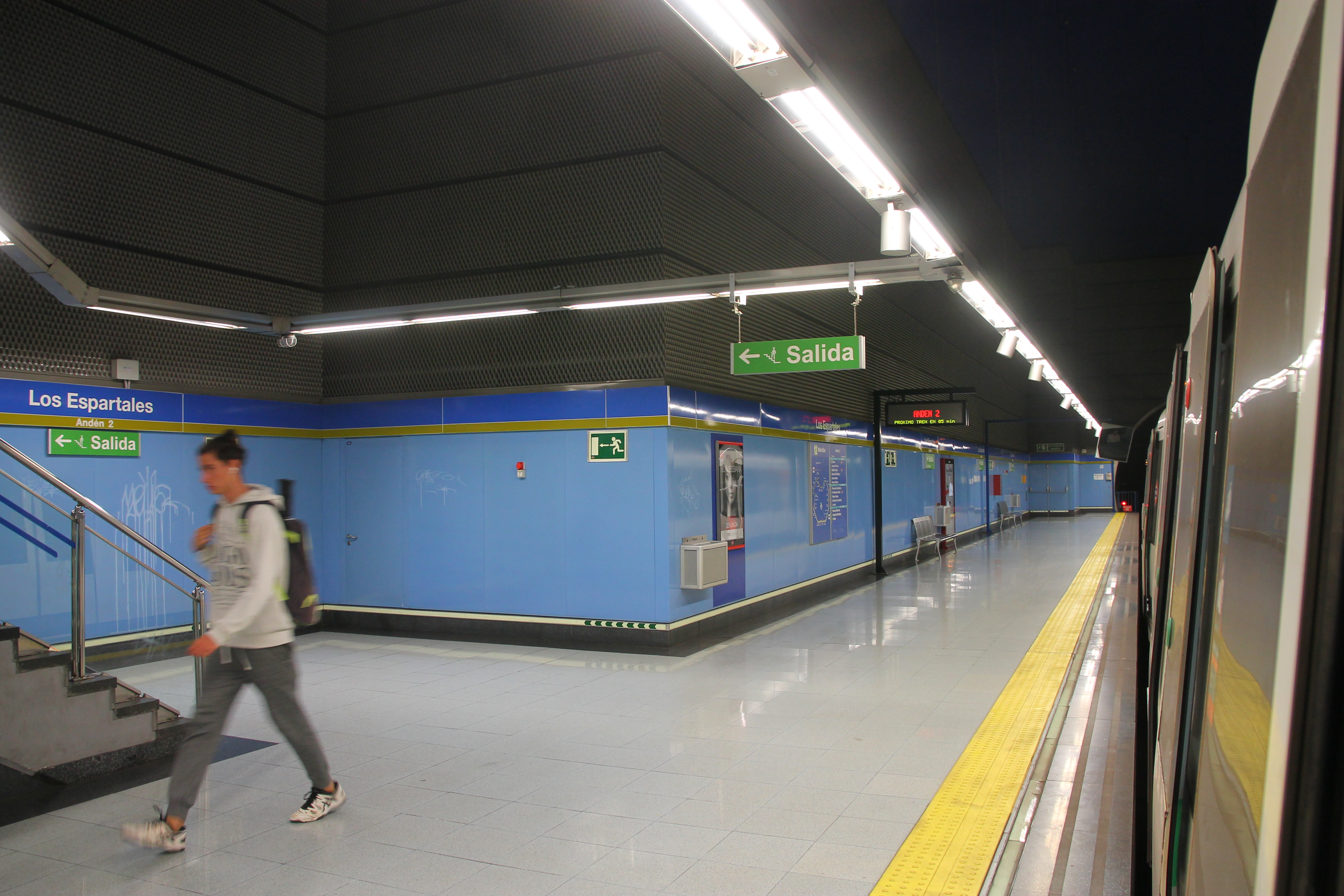

### Intermodalité
Los Espartales est en correspondance avec l'arrêt de bus Av. Rigoberta Menchú - Est. Los Espartales, desservi par la ligne 3 des bus urbains de Getafe et le ligne 448 des bus interurbains de la communauté de Madrid.

## À proximité
Los Espartales permet d'accéder au stade de football Coliseum Alfonso Pérez.